# Tadeusz Ślusarski
Tadeusz Ślusarski (19. května 1950, Żary – 17. srpna 1998, Ostromice) byl polský atlet, olympijský vítěz a dvojnásobný halový mistr Evropy ve skoku o tyči.
Poprvé reprezentoval na letních olympijských hrách v Mnichově 1972. Ve finále však třikrát nepřekonal základní výšku 500 cm a zůstal bez platného pokusu. Stejně skončil také Fin Antti Kalliomäki, který neuspěl na výšce 520 cm . O čtyři roky později v Montrealu již oba tyčkaři sváděli souboj o olympijské zlato. Oba překonali napoprvé 550 cm a shodně třikrát shodili 555 cm. Zlatou medaili však získal polský tyčkař, který absolvoval méně postupných výšek.
V roce 1980 na olympiádě v Moskvě vybojoval společně se sovětským tyčkařem Konstantinem Volkovem stříbrnou medaili. Vítězem se stal Polák Władysław Kozakiewicz, který tehdy výkonem 578 cm vytvořil olympijský rekord.
Tadeusz Ślusarski zemřel v roce 1998 při automobilové nehodě. Společně s ním zahynul i Władysław Komar, někdejší polský atlet, koulař, který mj. získal zlatou medaili na olympiádě v Mnichově 1972.